# 亞列什基 (巴里希夫卡區)
50°24′33″N 31°33′39″E / 50.40917°N 31.56083°E
亞雷什基（烏克蘭語：Ярешки）是位於烏克蘭北部的村莊，由基辅州布羅瓦里區的貝雷贊市鎮負責管轄。該村始建於1700年，面積2.64平方公里，海拔高度127米，2001年人口813。